# Добржанецкий, Владислав
Владислав Добржанецкий (пол. Władysław Dobrzaniecki; 1897—1941) — польский врач-педиатр, родоначальник польской пластической хирургии.

## Биография
Владислав Добржанецкий родился 24 сентября 1897 года близ города Борщёва (ныне — Тернопольская область Украины). В 1918 году участвовал в обороне Львова от войск Украинской Галицкой Армии в составе Польской Организации Войсковой (ПОВ).
С 1936 года Добржанецкий возглавлял Детскую больницу Святой Софии во Львове, одновременно был главным врачом Отделения хирургии Государственной общественной больницы. В 1938 году получил звание профессора Университета Яна Казимежа (впоследствии — Львовский государственный университет, ныне — Львовский национальный университет имени Ивана Франко).
Владислав Добржанецкий стал основоположником пластической хирургии в Польше. Он опубликовал свыше двадцать научных работ в области пластической хирургии и переливания крови. После вхождения Львова в состав Советского Союза в результате польского похода Красной Армии 1939 года Добржанецкий возглавил Хирургическую клиническую больницу при Львовском государственном медицинском институте.
В ночь с 3 на 4 июля 1941 года, после захвата немецкими войсками Львова в начальный период Великой Отечественной войны, Добржанецкий был арестован и вскоре расстрелян в числе группы из нескольких десятков видных львовских учёных польского происхождения.
Имя Владислава Добржанецкого, как и расстрелянных вместе с ним представителей польской интеллигенции, увековечено на памятной доске во Львове, которая неоднократно подвергалась вандализму.

## Сочинения
- Sympatektomia periarterialna pod względem klinicznym
- Przetaczanie krwi w świetle doświadczeń klinicznych
- Multilocular Cyst of the Spleen Produced by Infercta
- The Problem of Myositis Ossificans Progressiva